# رومان توريك
رومان توريك (من مواليد 21 مايو 1970) هو حارس مرمى تشيكي محترف سابق في لعبة هوكي الجليد ولعب مع دالاس ستارز وسانت لويس بلوز وكالغاري فليمز في مسيرة استمرت تسع سنوات في دوري الهوكي الوطني.

## المشاركات
- لعب لجمهورية التشيك في دورة الألعاب الأولمبية الشتوية 1994.
- لعب لجمهورية التشيك في بطولة العالم 1994.
- حاصل على الميدالية الذهبية لجمهورية التشيك في بطولة العالم 1996.
- لعب لجمهورية التشيك في كأس العالم للهوكي 1996.